# Çukurca (district)
Çukurca (Aramees: ܬܝܪܐ, Tyare) is een Turks district in de provincie Hakkâri en telt 12.352 inwoners (2007). Het district heeft een oppervlakte van 908,8 km². Hoofdplaats is Çukurca.
De bevolkingsontwikkeling van het district is weergegeven in onderstaande tabel.
| 1997   | 2000   | 2007   |
| ------ | ------ | ------ |
| 13.520 | 11.080 | 12.352 |